# Provinz Figuig

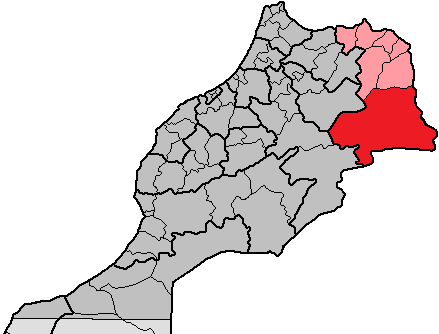
Provinz Figuig (rot) in der Region Oriental (rosa)

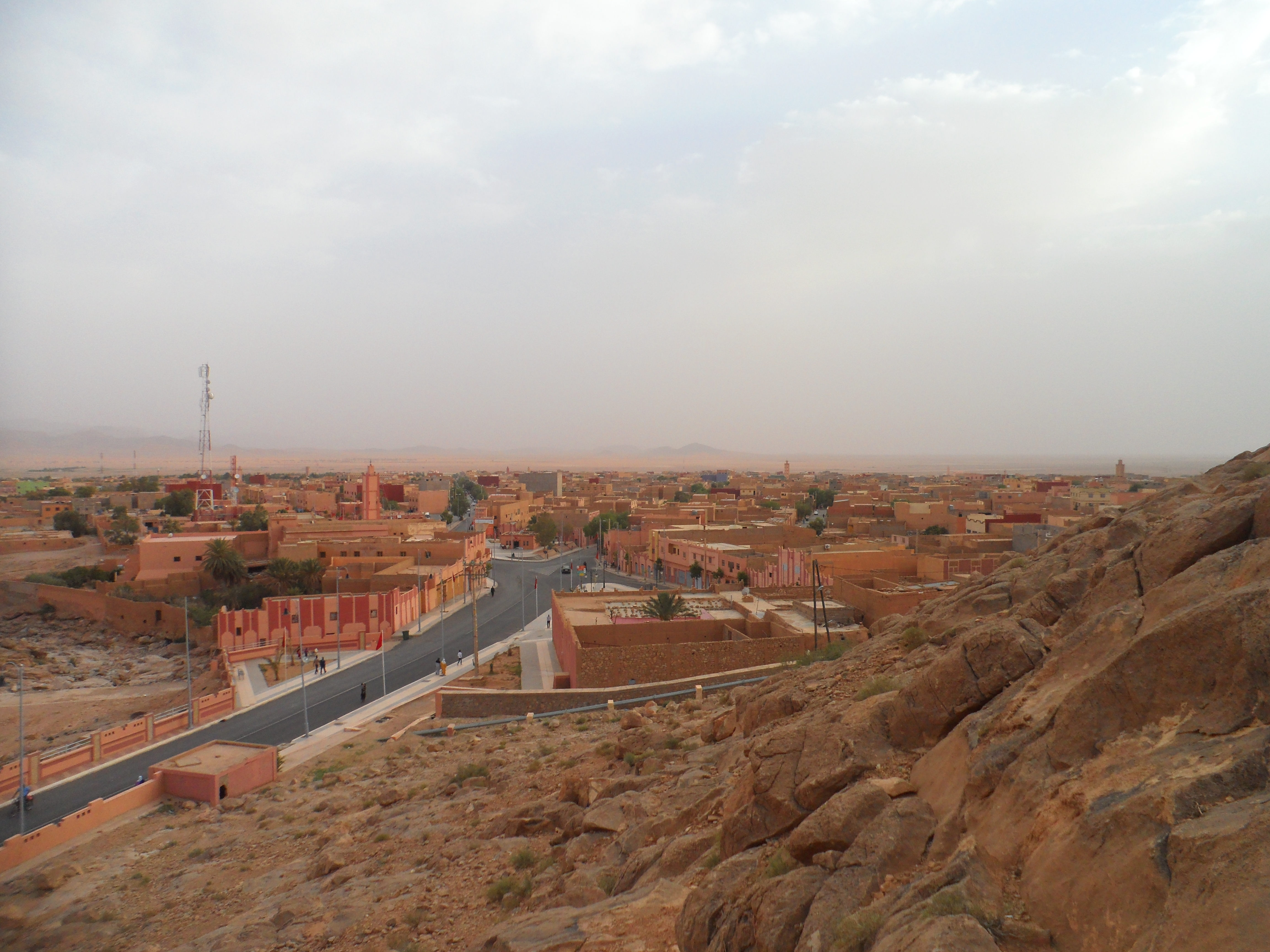
Bouarfa

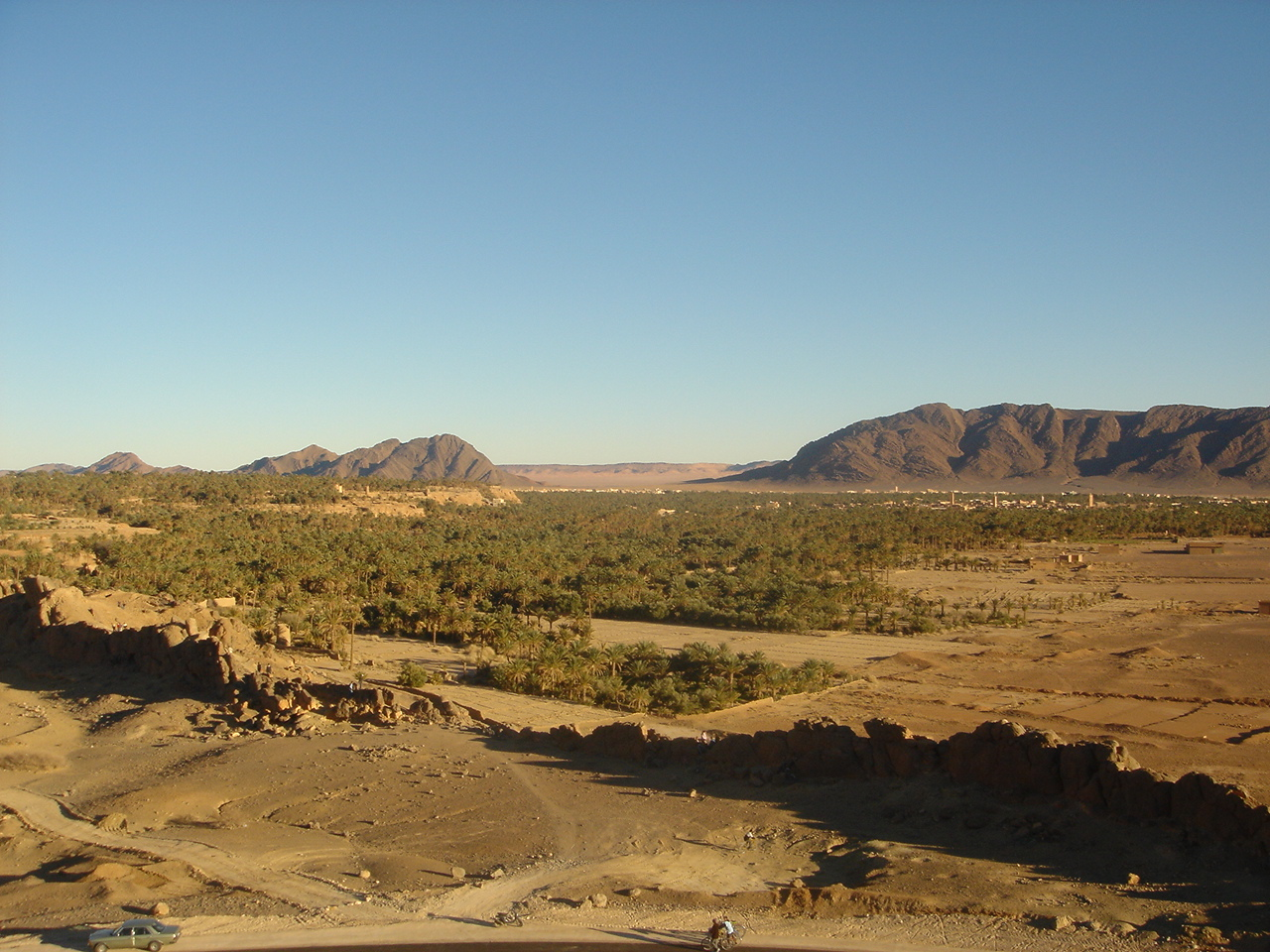
Oasenstadt Figuig

Die etwa 56.000 km² große Provinz Figuig (arabisch إقليم فكيك, Tamazight: ⵜⴰⵎⴷⵉⵏⵜ ⵏ ⵉⴼⵉⵢⵢⵉⵢ) gehört zur marokkanischen Region Oriental und liegt im äußersten Osten des Landes in der Sahara, nördlich der algerischen Grenzstadt Béchar. Die Provinz hatte im Jahr 2014 138.325 Einwohner. bei einer Fläche von rund 34.700 km² Hauptstadt der Provinz ist Bouarfa.

## Geographie

### Lage
Die Provinz Figuig grenzt im Süden und Osten an Algerien, im Norden an die Provinzen Jerada und Taourirt, im Nordwesten an die Provinz Boulemane, im Westen an die Provinz Midelt und im Südwesten an die Provinz Errachidia.

### Landschaft
Große Teile der Provinz Figuig liegen in einer Höhe von etwa 1000 m und mehr in den westlichen Ausläufern der Sahara und haben wüsten- oder halbwüstenartigen Charakter. Sanddünengebiete (ergs) gibt es jedoch nicht; es dominieren Steinwüsten (hammadas), in denen manchmal bis zu 2000 m hohe Berge aufragen.

### Klima
Infolge der Höhenlage gehören die Nächte in der Provinz Figuig zu den kühleren in ganz Marokko, wenngleich auch hier im Sommer Tagestemperaturen von 40 °C und mehr erreicht werden können. Es regnet – wenn überhaupt – nur in den Wintermonaten November bis Februar.

## Bevölkerung
Die Bevölkerung der etwa 145.000 Einwohner zählenden Provinz ist jeweils etwa zur Hälfte arabisch- und berber-stämmig. Die beiden einzigen Städte sind Figuig (ca. 10.000 Einwohner) und das deutlich größere Bouarfa (ca. 30.000 Einwohner). Weitere Kleinstädte, die das Zentrum von Landgemeinden bilden, sind Bni Tadjite, Bouanane, Talsint und Tendrara. Während in den beiden größeren Städten zumeist Marokkanisch-Arabisch gesprochen wird, überwiegen auf dem Land eher traditionelle Berberdialekte.

## Orte
Nur die ersten beiden Kommunen sind als städtische Siedlungen (M = commune municipal) eingestuft; die übrigen gelten als Landgemeinden (communes rurales) und bestehen aus einer Vielzahl von Dörfern.
| Gemeinde     | 1994    | 2004    | 2014    | 2024    |
| ------------ | ------- | ------- | ------- | ------- |
| Bouarfa (M)  | 19.631  | 25.947  | 28.846  | 30.068  |
| Figuig (M)   | 14.245  | 12.577  | 10.872  | 10.449  |
| Ain Chouater | 1.332   | 1.144   | 1.006   | 706     |
| Bni Tadjite  | 12.316  | 14.931  | 16.149  | 17.559  |
| Bouanane     | 10.563  | 10.818  | 10.035  | 11.181  |
| Bouchaouene  | 8.772   | 11.231  | 13.057  | 15.242  |
| Boumerieme   | 6.629   | 7.488   | 8.521   | 8.067   |
| Talsint      | 12.696  | 14.651  | 16.166  | 18.806  |
| Ain Chair    | –       | –       | 1.554   | 1.501   |
| Abbou Lakhal | 1.862   | 1.497   | 2.017   | 1.790   |
| Bni Guil     | 9.014   | 9.059   | 6.726   | 8.261   |
| Maatarka     | 8.623   | 8.030   | 7.986   | 6.554   |
| Tendrara     | 11.328  | 12.057  | 15.390  | 14.269  |
| Summen       | 117.011 | 129.430 | 138.325 | 144.451 |

## Wirtschaft
In den Wintermonaten ist – abhängig von den Regenfällen – Feldwirtschaft möglich; ansonsten durchstreifen manchmal Schaf- und Ziegenherden die Landschaft. Während der Protektoratszeit gab es einige Minenbetriebe, die jedoch allesamt stillgelegt sind. Heute spielt die Versorgung des nahe der algerischen Grenze stationierten Militärs eine große wirtschaftliche Rolle.

## Geschichte
Mangels schriftlicher Aufzeichnungen ist über die ältere Geschichte der wohl ehemals nur äußerst dünn besiedelten Region nichts bekannt. Felszeichnungen oder Hinweise auf primitive Steinbauten wurden bislang nicht entdeckt. In den wenigen Oasen setzte der Prozess der Sesshaftwerdung wohl erst um die Zeitenwende, wenn nicht gar noch später ein. Während der französischen Protektoratszeit wurden in der abgelegenen und menschenleeren Region (z. B. in Bouarfa) politische Häftlinge festgehalten.